# Magyar Kémikusok Egyesülete

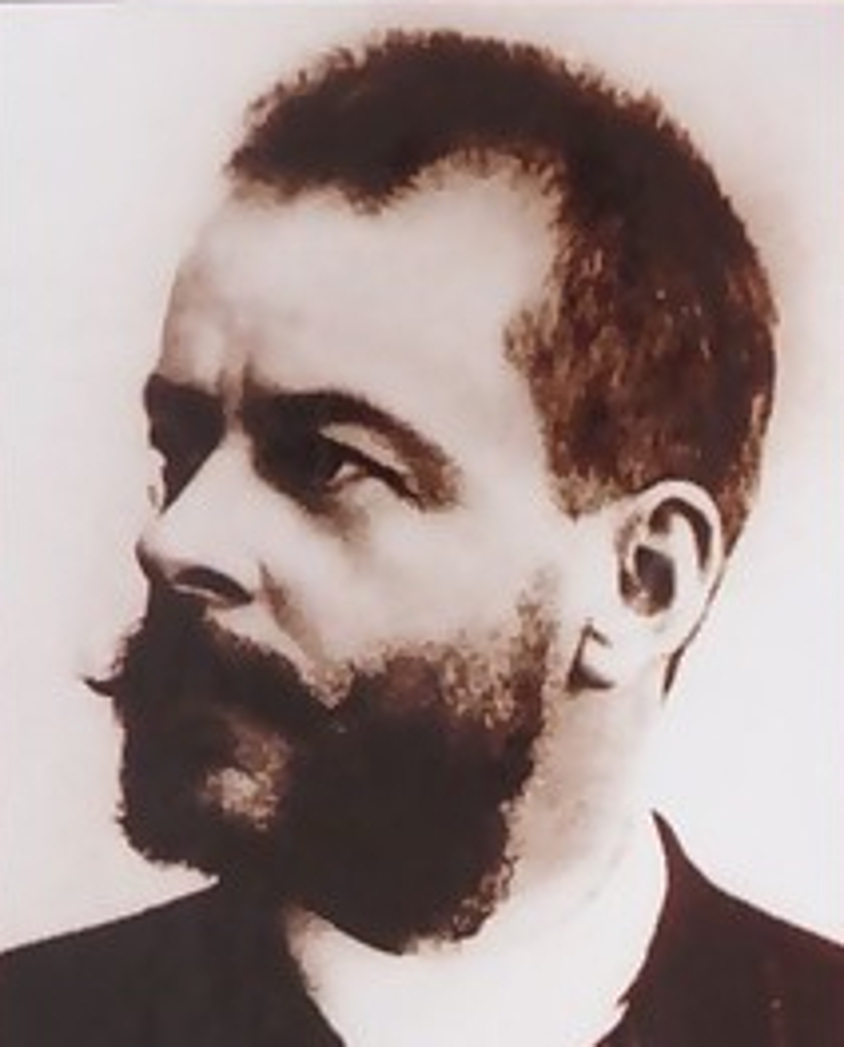
Fabinyi Rudolf (1849–1920), az MKE első elnöke

A Magyar Kémikusok Egyesülete (rövidítve: MKE) 1907-ben alapított magyar tudományos egyesület. A „kémia és a vegyipar iránt érdeklődők önkéntes és egyéni aktivitáson alapuló szerveződése”. A Műszaki és Természettudományi Egyesületek Szövetsége tagszervezete. Kiadványa a Magyar Kémikusok Lapja.

## Székhelye
1015 Budapest I. ker. Hattyú u. 16. II. emelet 8.

## Célja
Az Egyesület célja
- a) A széles értelemben vett szakmai információk cseréje, értékelése, közzététele;
- b) A szakmai közélet fórumának megteremtése;
- c) A hazai vegyészek, vegyészmérnökök, kémiatanárok és az MKE munkájában aktívan részt vevő egyéb szakemberek (összefoglaló néven: kémikusok) tudásszintjének emelése;
- d) A hazai kémikusok szakmai munkájának elismertetése (külföldön is);
- e) A kémia jelentőségének megértetése és társadalmi elfogadottságának mindenkori segítése;
- f) Közvetett módon a kémiai tudomány, a kémiai oktatás és a vegyipar fejlődésének elősegítése.[1]

## A kolorisztikai szakosztály
Az AIC MNB-vel együttműködésben kétévente Kolorosztikai Szimpóziumokat rendeznek. Az előadók legtöbbje tagja az AIC-nek is.
| sorszám | helyszín                    | időpont   |
| ------- | --------------------------- | --------- |
| 1.      | (nincs információ)          | 1963 után |
| 2.      | Balatonszéplak              | 1966      |
| 3.      | Balatonszéplak              | 1967      |
| 4.      | Balatonszéplak              | 1967      |
| 5.      | Balatonszéplak              | 1968      |
| 6.      | Balatonszéplak              | 1969      |
| 7.      | Balatonszéplak              | 1970      |
| 8.      | Siófok                      | 1971      |
| 9.      | Eger                        | 1972      |
| 10.     | Eger                        | 1973      |
| 11.     | Eger                        | 1974      |
| 12.     | Győr                        | 1975      |
| 13.     | Győr                        | 1976      |
| 14.     | Sopron                      | 1977      |
| 15.     | Hévíz                       | 1978      |
| 16.     | Siófok                      | 1979      |
| 17.     | Siófok                      | 1980      |
| 18.     | Siófok                      | 1981      |
| 19.     | nincs információ            | 1983      |
| 20.     | Siófok                      | 1985      |
| 21.     | Győr                        | 1989      |
| 22.     | Balatonszéplak              | 1989      |
| 23.     | nincs információ            |           |
| 24.     | nincs információ            |           |
| 25.     | Ráckeve                     | 1995      |
| 26.     | Tata                        | 1997      |
| 27.     | Tata                        | 1999      |
| 28.     | Tata                        | 2001      |
| 29.     | Eger                        | 2003      |
| 29.     | nincs információ            | 2004      |
| 30.     | Eger                        | 2005      |
| 31.     | Eger                        | 2007      |
| 32.     | Eger                        | 2009      |
| 33.     | Eger                        | 2011      |
| 34.     | Veszprém                    | 2013      |
| 35.     | nincs információ            | 2015      |
|         |                             |           |
| (15.)   | Veszprém, Lux Vespremiensis | 2016      |

## Története

### Alapítása
1907. június 27-én az V. ker Polgári Kör dísztermében megalakult a hazai vegyészek társadalmi szervezete, a Magyar Chemikusok Egyesülete. Tiszteletbeli elnöke Than Károly, tiszteleti tagok Ilosvay Lajos, Lengyel Béla és Wartha Vince lettek. Az egyesület vezetői az induláskor: elnök Fabinyi Rudolf egyetemi tanár, helyettese Kohner Adolf vegyigyáros, alelnök Kalecsinszky Sándor fővegyész, Buchböck Gusztáv egyetemi tanár és Keleti Kornél gyáros; főtitkár László Ernő mérnök-kémikus, titkárok: Váradi Zoltán főmérnök-kémikus és Széki Tibor egyetemi magántanár. Az Egyesület tagjainak száma 1907-ben 45, 1909-ben 68, 1910-ben már 146 fő volt.

### Elnökei
- Első elnöke Fabinyi Rudolf volt 1907–1920 között.
- Kohner Adolf 1920–1926 között.
- Pfeifer Ignác 1926–1941 között.
- Széki Tibor 1941-ben volt az elnöke.
- Gróh Gyula 1941–1945 között.
- Csűrös Zoltán 1945–1949 között.
- Erdey-Grúz Tibor 1949 és 1952 között a Magyar Kémikusok Egyesülete főtitkára, majd elnöke volt.
- Bognár Rezső 1952–1953 között.
- Szabó Gergely 1953–1957 között.
- Schay Géza 1957–1972 között.
- Mezei Barna 1972–1981 között.
- Inczédy János 1981–1990 között.
- Náray-Szabó Gábor 1990–1996 között az MKE elnöke, 1983-tól az egyesület főtitkára volt.
- Kálmán Alajos 1996–2007 között volt a Magyar Kémikusok Egyesülete elnöke.
- Mátyus Péter 2007–2011 között volt az MKE elnöke.[12]
- Simonné Sarkadi Livia 2011-től az MKE elnöke.[13] [14]

## Az MKE díjai, elismerései
- Az MKE 1955-ben alapította a Wartha Vince-emlékérmet.
- Than Károly-emlékérem

## Kiadványai
„Jan. 15-én megindult a „Magyar Chemikusok Lapja. A Magyar Chemikusok Egyesületének hivatalos közlönye. Tudományos, társadalmi, műszaki, chemiai szaklap” Budapesten. A havonta kétszer kiadott folyóirat felelős főszerkesztője Neumann Zsigmond, felelős szerkesztői László Ernő és Széki Tibor voltak. A szépen induló lap fejlődését az első világháború megakasztotta, a lap 13. évfolyamával 1922-ben megszűnt. A két világháború között a Magyar Kémikusok Egyesülete többször próbálkozott lapkiadással: 1924 és 1929 között megjelent a „Chemische Rundschau für Mitteleuropa und Balkan” c. magyar–német nyelvű folyóirat mint az egyesület hivatalos lapja. Ezt követte a „Technikai Kurir. A Magyar Kémikusok Egyesülete havi értesítője” c. folyóirat, melynek felelős szerkesztője és kiadója Pfeifer Ignác ny. műegyetemi tanár, az Egyesület ügyvezető elnöke volt. Pfeifer halála után Gróh Gyula egyetemi tanár irányításával 1940-től 1944-ig „Kémikusok Lapja” címen adták ki az Egyesület közlönyét, melyet Szahlender Lajos szerkesztett. A II. világháborút követően 1946-ban indították el Erdey-Grúz Tibor szerkesztésében a Magyar Kémikusok Lapja. A Magyar Kémikusok Egyesületének tudományos és gyakorlati közlönye” címmel a folyóirat új sorozat...”